# Autoserica proteana
Autoserica proteana är en skalbaggsart som beskrevs av Louis Albert Péringuey 1904. Autoserica proteana ingår i släktet Autoserica och familjen Melolonthidae. Inga underarter finns listade.